# Calliomorpha cyanoptera
Calliomorpha cyanoptera là một loài bọ cánh cứng trong họ Cerambycidae.